# August Strömberg
August Strömberg, född 10 december 1860 i Jäts församling, Kronobergs län, död 3 juli 1947 i Jäts församling, Kronobergs län, var en svensk skomakare och spelman från Jät i Småland. Strömberg hade lärt sig spela fiol under en vistelse i Danmark 1884. Han var notkunnig och gjorde under sin levnad en stor insats genom att nedteckna ett stort antal låtar främst från trakterna kring sjön Åsnen. Strömberg spelade 16-dels polskor i raskt tempo. Tolv låtar efter honom är upptagna i folkmusiksamlingen Svenska låtar.